# Edward Van Dyck
Pour les articles homonymes, voir Van Dyck.
Edward Van Dyck, né le 22 mars 1918 à Herent et mort le 22 avril 1977 à Louvain, est un coureur cycliste belge. Professionnel de 1941 à 1952, il a remporté une édition du Tour d'Espagne. Il s'est également imposé sur une étape du Tour de France. 

## Palmarès et résultats

### Palmarès année par année
- 1939
  - Bruxelles-Luxembourg-Mondorf
  - 3e de Binche-Tournai-Binche
- 1940
  - Champion du Hainaut indépendant
  - 2e du championnat de Belgique indépendants
- 1941
  - 2e étape du Circuit de Belgique
- 1942
  - Anvers-Gand-Anvers
- 1943
  - Grand Prix de Wallonie
  - 3e du De Drie Zustersteden
  - 10e de Liège-Bastogne-Liège
- 1944
  - 2e du GP Westkrediet - Omloop der Vlaamse Bergen
  - 2e du Circuit des Ardennes flamandes - Ichtegem
  - 3e du Tour du Limbourg
- 1945
  - 4e étape du Tour de Belgique
  - 2e de Liège-Bastogne-Liège
  - 3e du Tour du Limbourg
  - 6e du Tour des Flandres
- 1946
  - Bruxelles-Ingooigem
  - Tour du Limbourg
  - 2e étape de l'Omnium de la Route
  - Grand Prix Beeckman-De Caluwé
  - 2e de l'Omnium de la Route
  - 3e de la Flèche wallonne
  - 3e du Circuit des 3 bois
  - 3e de Bruxelles-Saint-Trond
  - 6e de Liège-Bastogne-Liège
- 1947
  - Tour d'Espagne :
    -  Classement général
    - 16eb (contre-la-montre) et 22e (contre-la-montre) étapes

  - 2e de la Coupe Sels
  - 2e du Tour de Lorraine
- 1948
  - 16e étape du Tour de France
  - 2e de Bruxelles-Saint-Trond
  - 3e de Bruxelles-Bost
  - 8e de Liège-Bastogne-Liège
- 1949
  - 8e, 11e, 15e, 18e et 19e étapes du Tour d'Algérie
  - 2e de Kampenhout-Charleroi-Kampenhout
  - 3e du Tour d'Algérie
- 1950
  - Grand Prix de la ville de Vilvorde
  - 6e, 9e et 17e étapes du Tour d'Algérie
  - 2e du Circuit de la Côte d'Or
  - 3e de Liège-Bastogne-Liège
- 1951
  - 2e du Grand Prix de la ville de Zottegem
  - 3e du Circuit des cinq collines

### Résultats sur les grands tours

#### Tour d'Espagne
1 participation 
- 1947 :  Vainqueur du classement général, vainqueur des 16eb et 22e étapes (contre-la-montre),  maillot blanc pendant 3 jours

#### Tour de France
2 participations 
- 1948 : 14e, vainqueur de la 16e étape
- 1949 : abandon (11e étape)